# Hulewszczyzna
Hulewszczyzna – dawna wieś. Tereny na których była położona, leżą obecnie na Białorusi, w obwodzie witebskim, w rejonie brasławskim, w sielsowiecie Druja.

## Historia
W czasach zaborów ówczesny zaścianek leżał w granicach Imperium Rosyjskiego.
W latach 1921–1945 wieś leżała w Polsce, w województwie nowogródzkim (od 1926 w województwie wileńskim), w powiecie brasławskim, w gminie Słobódka.
Według Powszechnego Spisu Ludności z 1921 roku zamieszkiwało tu 67 osób, 20 było wyznania rzymskokatolickiego a 47 prawosławnego. Jednocześnie 9 mieszkańców zadeklarowało polską przynależność narodową, 14 białoruską a 45 inną. Było tu 14 budynków mieszkalnych. W 1931 w 15 domach zamieszkiwało 69 osób.
Wierni należeli do parafii rzymskokatolickiej w Słobódce. Miejscowość podlegała pod Sąd Grodzki w Brasławiu i Okręgowy w Wilnie; właściwy urząd pocztowy mieścił się w Słobódce.